# The Messenger
 The Messenger és un drama de guerra estatunidenco-australià dirigit per Oren Moverman i estrenada el 2009

## Argument
Will (Ben Foster) és un soldat que ha passat anys molt durs en hospitals militars, per curar-se de les ferides rebudes en la guerra de l'Irak. A més, la noia amb qui sortia l'ha abandonat (Jena Malone). Així les coses, l'única oportunitat de començar de nou la hi ofereix Tony (Woody Harrelson), un oficial que li ensenya el treball de "missatger": la seva missió consisteix a informar les famílies dels soldats de la US Army que acaben de morir a l'Iraq. Coneix la vídua d'un altre soldat i neix una relació.

## Repartiment
- Ben Foster
- Woody Harrelson
- Jena Malone
- Samantha Morton

## Rebuda de la crítica
- La pel·lícula va rebre bones crítiques de Variety[3]
- "Superbes interpretacions (...) una mirada totalment diferent sobre les conseqüències de la guerra de l'Iraq i els seus efectes en soldats i civils"[4]
- "Una notable contribució a les pel·lícules sobre la guerra de l'Iraq, 'The Messenger' té un sincera humanitat que se't posa a la pell. A més, magnífica interpretació d'Harrelson.[5]
- "El tema és molt fort i el seu desenvolupament creïble. El director prescindeix d'artificis o excessos melodramàtics en comptar la progressiva catarsi dels que viuen en contacte permanent amb el dolor aliè.[6]

## Premis i nominacions

### Premis
- 2009. Os de Plata al millor guió per Alessandro Camon i Oren Moverman

### Nominacions
- 2009. Os d'Or
- 2010. Oscar al millor actor secundari per Woody Harrelson
- 2010. Oscar al millor guió original per Alessandro Camon i Oren Moverman
- 2010. Globus d'Or al millor actor secundari per Woody Harrelson